# Formuła 4
Formuła 4 – otwarta klasa wyścigów samochodowych przeznaczona dla młodych kierowców. Zbiór zasad i specyfikacji, na podstawie których poszczególne kraje mogą organizować własne mistrzostwa.

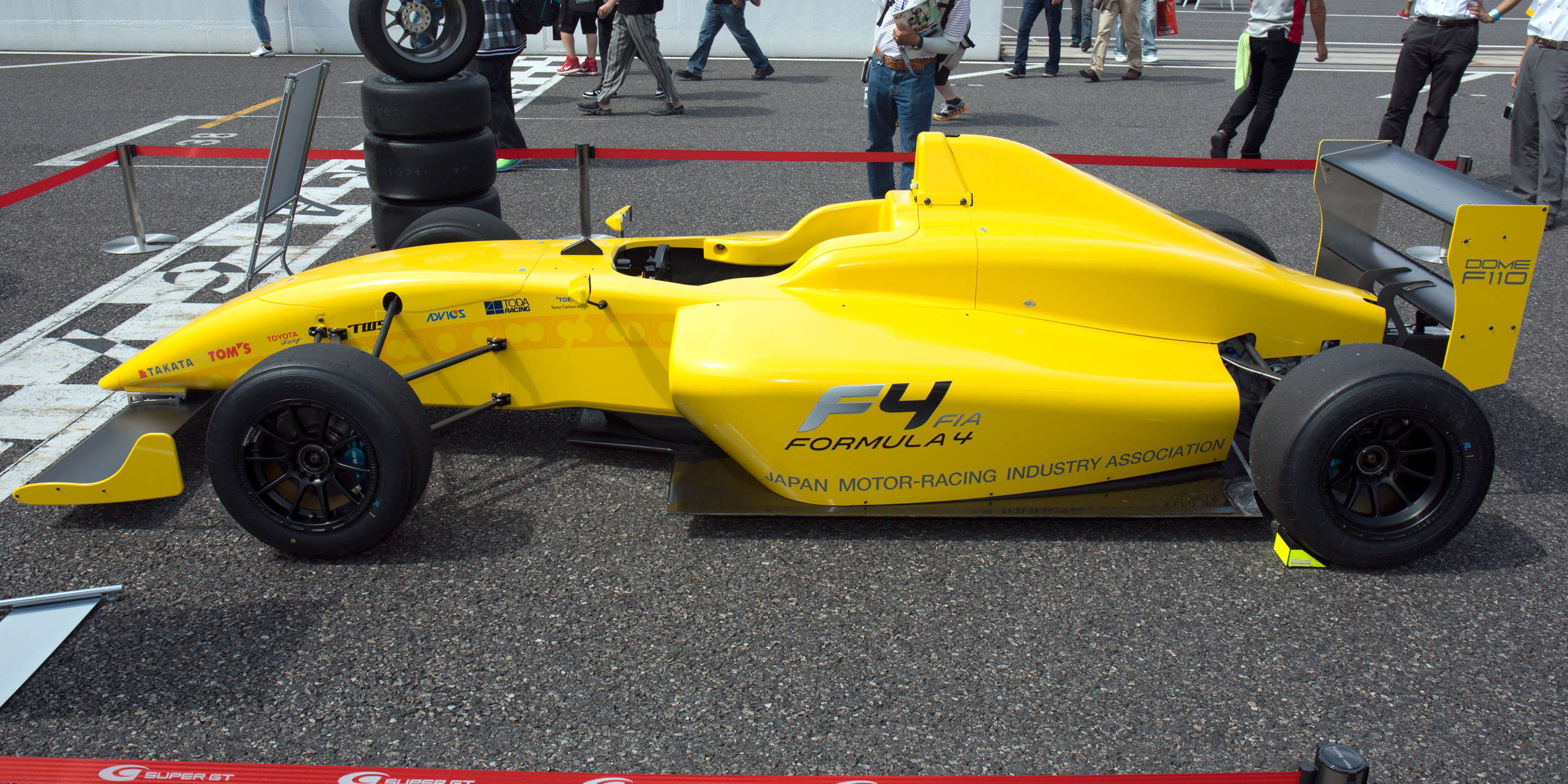
Bolid Dome F110 Japońskiej Formuły 4

## Historia
Fédération Internationale de l’Automobile (FIA) widziała potrzebę stworzenia ścieżki, która mogłaby ułatwić przejście z kartingu do wyścigów samochodowych kierowcom, których nie stać na starty w Formule 3. 6 marca 2013 na spotkaniu Światowej Rady Sportów Motorowych ogłoszono i uzgodniono projekty rozporządzeń dotyczące powstania nowej kategorii. Ustalono, że serie będą korzystać z silników 4-cylindrowych o nieograniczonej pojemności i mocy ograniczonej do 150 KM. Poszczególne serie mogą korzystać z silników produkcji różnych firm, jednak ich rodzaj ma być taki sam. Ponadto aby zyskać homologację FIA każdy silnik musi wytrzymać przynajmniej 10000km i jego cena nabywcza ma nie przekraczać 9500 €. 

## Serie uznawane przez FIA
| Kontynent | Kraj                           | Serie                           | Działalność | Bolid          | Silnik                        | Dodatkowe informacje                                            |
| --------- | ------------------------------ | ------------------------------- | ----------- | -------------- | ----------------------------- | --------------------------------------------------------------- |
| Europa    | Włochy                         | Włoska Formuła 4                | od 2014     | Tatuus F4-T014 | Abarth 1,4L                   | Zastąpiła Formułę Abarth                                        |
| Europa    | Wielka Brytania                | Formuła MSA                     | od 2015     | Mygale         | Ford 1.6l EcoBoost            | Zastąpiła Brytyjską Formułę Ford                                |
| Europa    | Niemcy                         | Formuła 4 ADAC                  | od 2015     | Tatuus F4-T014 | Abarth 1,4L                   | Zastąpiła ADAC Formel Masters                                   |
| Europa    | Rosja · Finlandia · Estonia    | Formuła 4 SMP                   | od 2015     | Tatuus F4-T014 | Abarth 1,4L                   | Organizowana przez SMP Racing, Koiranen GP                      |
| Azja      | Japonia                        | Japońska Formuła 4              | od 2015     | Dome F110      | TOM’s-Toyota 2.0L             | Wyścigi towarzyszą Super GT. Nie mylić z Japońską Formułą 4 JAF |
| Azja      | ChRL                           | Chińska Formuła 4               | od 2015     | Mygale         | Geely G-Power JLD-4G20 (2.0L) | Zastąpiła Chińską Formułę Grand Prix                            |
| Ameryka   | Brazylia · Argentyna · Urugwaj | Południowoamerykańska Formuła 4 | od 2014     | Signatech      | Fiat E.torQ 1.8L              | Zastąpiła Formułę Futur Fiat                                    |
| Australia | Australia                      | Australijska Formuła 4          | od 2015     | Mygale         | Ford 2.0l EcoBoost            |                                                                 |

## Serie używające nazwy Formuła 4 nieuznawane przez FIA

### Formuła 4 BRDC
Formuła 4 BRDC jest serią wyścigową organizowaną w Wielkiej Brytanii od 2013 roku przez British Racing Drivers' Club i MotorSport Vision. Korzysta z bolidów zbudowanych przez ekipę Ralph Firman Racing i silnik Forda. Co prawda od 2015 roku, seria używa bolidu Tatuus F4–T014, który uzyskał homologację FIA, jednak mistrzostwa nie zostały uznane przez federację.

### Francuska Formuła 4
Francuska Formuła 4 jest jedną z serii Formuły Renault 1.6, która działa od 1993 roku, jednak z nazwy Formuła 4 korzysta od 2010 roku.

### Japońska Formuła 4 JAF
Japońska Formuła 4 JAF jest serią wyścigową organizowaną przez Japan Automobile Federation (JAF) od 1993 roku. Każdy z uczestników może samodzielnie wybrać konstruktora bolidu i silnika.

### Sowiecka Formuła 4
Sowiecka Formuła 4 była organizowaną w latach 1964–1981 serią dla młodych kierowców radzieckich. Od 1968 roku zawodnicy używali napędzanych silnikami IŻ samochodów Estonia 15.